# روزلند، نیوجرسی
روزلند (به انگلیسی: Roseland) شهری در ایالت نیوجرسی کشور ایالات متحده آمریکا است که جمعیت آن در سرشماری سال ۲۰۱۰ میلادی، ۵٬۸۱۹ نفر بوده‌است.